# Массовое увольнение судей на Украине
Массовое увольнение судей на Украине — лишение 29 сентября 2016 года десятков судей возможности работать на Украине из-за того, что они судили людей, связанных с Евромайданом. Итогом стало увольнение 29 из 33 судей. Увольнение было сделано в последний день, когда это де-факто могли сделать люди без юридического образования (Верховная рада), впоследствии это сможет делать Высший совет правосудия или президент. По мнению экс министра юстиции Украины Елены Лукаш, рассмотрение вопроса об увольнении судей парламентом является противозаконным актом.

## Ход событий
27 сентября 2016 года Пётр Порошенко попросил Андрея Парубия собрать внеочередное заседание Рады в течение трёх дней, чтобы обсудить увольнение судей, которые были причастны к аресту майдановцев два года назад, в 2014 году. 29 сентября 2016 года Верховная Рада собралась на внеочередное заседание по увольнению судей. 10 судей президент уволил сам без голосования Рады, а на заседании голосовали по увольнению ещё 21 судьи. Неожиданная спешность проведения заседания по увольнению в течение трёх дней по делу которому уже два года по мнению группы «Реанимационный пакет реформ» объясняется тем, что после 30 сентября их уволить не получится так как вступают в силу изменения в Конституцию в части правосудия и увольнение по такому поводу уже не будет возможно.
При голосовании по увольнению 13 судей Раде неоднократно не хватало голосов, чтобы их уволить. Спикер Андрей Парубий многократно повторял голосование. Повторно голосовали только если не удавалось уволить судью (если после N-го количества повторов удавалось принять решение по увольнению долее не голосовали). За увольнение Александра Беця, Ольги Ефимовой и Марии Прындюк — депутаты были вынуждены голосовать двенадцать раз. Вопрос об увольнении Людмила Бартащук поднимался 14 раз в тот же день пока судью не уволили. Вопрос об увольнении Светланы Коваль поднимался 15 раз в тот же день пока судью не уволили.
Во время голосования зал покинули близкие к Порошенко депутаты Игорь Кононенко, Анатолий Матвиенко, Сергей Березенко и Артур Герасимов и это было расценено сигналом, что продолжение голосования будет безуспешным. На тот момент не было решения по Светлане Коваль, Людмиле Бартащук, Андрея Макухи, Виталия Марцинкевича, Аллы Демидовской и Сергея Пойды. Порубий заявил, что не закроет заседание, до конца повестки дня. По мнению Юлии Тимошенко оставшихся судей все же удалось уволить так как сработали обвинения в адрес близких к президенту людей и Порошенко решил избежать «репутационных рисков» и «дал команду своим депутатам вернуться в зал». Это подтверждает и статистика, согласно которой в результативных голосованиях БПП даёт около 100 голосов, а в провальных — 80-85. БПП это не признают.

## Правовая сторона вопроса
По мнению юристов, в связи с многократными нарушением регламента Верховной Радой Украины уволенные судьи могут не только оспорить увольнения но и добиться крупных компенсаций от государства. Уволенные судьи смогут выиграть и украинские суды, и иски в Европейском суде по правам человека. Политолог Михаил Погребинский, директор Киевского центра политических исследований и конфликтологии отметил, что увольняемые судьи действовали строго в рамках действующего законодательства. Как отметила Заслуженный юрист Украины Елена Лукаш: 

Рассмотрение вопроса об увольнении судей парламентом 29 сентября 2016 года будет незаконным. Народные депутаты сознательно нарушают и права судей и законы. Разъясню. Статьей 216-1 Регламента Верховной Рады определён порядок рассмотрения вопросов о увольнении судей: при увольнении судьи на основании пунктов 4, 5 части пятой статьи 126 Конституции Украины присутствие судьи является обязательным. Такому судье должно быть сообщено о рассмотрении вопроса о его увольнении не позднее, чем за три дня до проведения заседания Верховной Рады
Политик Дмитрий Спивак тоже считает, что судьи были уволены через нарушение Конституции. Кандидат юридических наук, народный депутат Украины Руслан Князевич тоже отметил, что Украина проиграет в ЕСПЧ дела об увольнении судей так как нарушение присяги не является обычной практикой Евросуда. Нардеп Верховной Рады пяти созывов Александр Черноволенко тоже отметил, что уволенные ВР судьи спокойно могут восстановиться через суд, из-за нарушений регламента при голосовании.
Нардеп Егор Соболев, председатель Комитета по вопросам борьбы с коррупцией, посчитал голосование театром, который устроила власть. Нардеп Руслан Князевич отметил, что увольнение судей — не совсем законно так как согласно регламенту, обязательным является присутствие судьи на заседании и так как их не было на заседании то они, по его мнению, конечно, будут оспаривать это решение. В момент голосования журналисты увидели, что Ляшко грубо нарушил закон дав ещё одну карточку для голосования депутату Сергею Рыбалке, который в итоге проголосовал за двоих и на табло появилось минимально нужное число 226. После голосования Олег Ляшко и сам сознался, что его фракция нарушила закон и при голосовании по судьям занималась «кнопкокрадсвом», по его словам эта мера была необходимой так как без этого голосованию не хватало голосов, и своим кнопкокрадством они «показали свое отношение к идеалам Майдана». Кроме Ляшко нажимали на чужие кнопки Игорь Мосийчук и Андрей Лозовой. В большинстве случаев голосования по судьям решающим был всего один голос. Лозовой признал, что голосовал четырьмя карточками и отметил, что ему не стыдно, что он нарушил закон так как увольнение судей таким образом — это «базовое требование Революции достоинства».

## Список увольняемых судей
Список судей, которых увольняли:
1. Бартащук, Людмила Викторовна, Апелляционный суд города Киева. Проект № 3581-27[14].

Голосование № 01 (29.09.2016 12:41:26): За — 214, Против — 1, Воздержались — 1, не голосовали — 34. Решение не принято.
Голосование № 02 (29.09.2016 12:42:33): За — 216, Против — 1, Воздержались — 1, не голосовали — 27. Решение не принято.
Голосование № 03 (29.09.2016 12:54:24): За — 217, Против — 1, Воздержались — 1, не голосовали — 30. Решение не принято.
Голосование № 04 (29.09.2016 13:03:02): За — 222, Против — 1, Воздержались — 1, не голосовали — 18. Решение не принято.
Голосование № 05 (29.09.2016 13:03:57): За — 220, Против — 1, Воздержались — 1, не голосовали — 22. Решение не принято.
Голосование № 06 (29.09.2016 13:19:15): За — 222, Против — 0, Воздержались — 2, не голосовали — 20. Решение не принято.
Голосование № 07 (29.09.2016 13:20:33): За — 222, Против — 1, Воздержались — 0, не голосовали — 16. Решение не принято.
Голосование № 08 (29.09.2016 13:31:56): За — 219, Против — 1, Воздержались — 1, не голосовали — 15. Решение не принято.
Голосование № 09 (29.09.2016 13:32:56): За — 222, Против — 1, Воздержались — 1, не голосовали — 13. Решение не принято.
Голосование № 10 (29.09.2016 13:34:14): За — 225, Против — 1, Воздержались — 1, не голосовали — 12. Решение не принято.
Голосование № 11 (29.09.2016 13:35:12): За — 223, Против — 1, Воздержались — 1, не голосовали — 16. Решение не принято.
Голосование № 12 (29.09.2016 13:36:14): За — 224, Против — 1, Воздержались — 1, не голосовали — 15. Решение не принято.
Голосование № 13 (29.09.2016 13:37:39): За — 221, Против — 1, Воздержались — 1, не голосовали — 18. Решение не принято.
 Голосование № 14 (29.09.2016 14:32:46): За — 229, Против — 0, Воздержались — 0, не голосовали — 5. Решение принято.
1. Бец, Александр Вадимович, Апелляционный суд города Киева. Проект № 3581-28[29].
2. Волкова, Светлана Яковлевна, Печерский районный суд города Киева.
3. Гаманко, Александр Иванович, Высший административный суд Украины.
4. Демидовской, Алла Игоревна, Соломенский районный суд города Киева.
5. Домарацкая, Алла Викторовна, Святошинский районный суд города Киева.
6. Ефимова, Ольга Ивановна, Апелляционный суд города Киева. Проект № 3581-29[30].
7. Калиниченко, Елена Борисовна, Соломенский районный суд города Киева.
8. Коваль, Светлана Николаевна, Апелляционный суд города Киева. Проект № 3581-30[31].

Голосование № 01 (29.09.2016 12:45:11): За — 206, Против — 0, Воздержались — 1, не голосовали — 39. Решение не принято.
Голосование № 02 (29.09.2016 12:58:01): За — 218, Против — 0, Воздержались — 1, не голосовали — 27. Решение не принято.
Голосование № 03 (29.09.2016 13:22:44): За — 219, Против — 1, Воздержались — 1, не голосовали — 13. Решение не принято.
Голосование № 04 (29.09.2016 13:39:29): За — 220, Против — 1, Воздержались — 1, не голосовали — 19. Решение не принято.
Голосование № 05 (29.09.2016 13:40:31): За — 219, Против — 1, Воздержались — 2, не голосовали — 17. Решение не принято.
Голосование № 06 (29.09.2016 13:42:14): За — 220, Против — 1, Воздержались — 1, не голосовали — 17. Решение не принято.
Голосование № 07 (29.09.2016 14:05:28): За — 205, Против — 0, Воздержались — 0, не голосовали — 28. Решение не принято.
Голосование № 08 (29.09.2016 14:08:42): За — 213, Против — 0, Воздержались — 0, не голосовали — 22. Решение не принято.
Голосование № 09 (29.09.2016 14:10:44): За — 218, Против — 0, Воздержались — 0, не голосовали — 16. Решение не принято.
Голосование № 00 (29.09.2016 14:12:39): За — 219, Против — 0, Воздержались — 0, не голосовали — 12. Решение не принято.
Голосование № 11 (29.09.2016 14:15:45): За — 217, Против — 0, Воздержались — 0, не голосовали — 14. Решение не принято.
Голосование № 12 (29.09.2016 14:23:50): За — 221, Против — 1, Воздержались — 0, не голосовали — 11. Решение не принято.
Голосование № 13 (29.09.2016 14:26:11): За — 225, Против — 1, Воздержались — 0, не голосовали — 07. Решение не принято.
Голосование № 14 (29.09.2016 14:27:24): За — 223, Против — 1, Воздержались — 0, не голосовали — 11. Решение не принято.
Голосование № 15 (29.09.2016 14:29:13): За — 225, Против — 1, Воздержались — 0, не голосовали — 05. Решение не принято.
Голосование № 16 (29.09.2016 14:30:51): За — 225, Против — 0, Воздержались — 0, не голосовали — 06. Решение не принято.
 Голосование № 17 (29.09.2016 14:31:46): За — 228, Против — 0, Воздержались — 0, не голосовали — 04. Решение принято.
1. Левченко, Анатолий Владимирович, Бориспольский горрайонный суд Киевской области.
2. Лысенко, Владимир Васильевич, Киево-Святошинский районный суд города Киева.
3. Жмых, Андрей Анатольевич, Соломенский районный суд города Киева.
4. Марцинкевич, Виталий Анатольевич, Днепровский районный суд города Киева.
5. Меркулова, Татьяна Владимировна, Апелляционный суд Харьковской области.
6. Мирошниченко, Станислав Владимирович, Высший хозяйственный суд Украины.
7. Никитина, Светлана Иосифовна, Приморский районный суд города Одессы.
8. Овчаренко, Наталья Григорьевна, Кировский районный суд города Днепропетровска.
9. Пироженко, Александр Владимирович, Апелляционный суд Автономной Республики Крым.
10. Пойда, Сергей Николаевич, Дарницкий районный суд города Киева. Проект № 3581-23[49].

Певое голосование (29.09.2016 12:24:31): За — 214, Против — 2, Воздержались — 1, не голосовали — 56. Решение не принято.
 Второе голосование (29.09.2016 14:35:02): За — 229, Против — 0, Воздержались — 0, не голосовали — 4. Решение принято.
1. Прындюк, Мария Васильевна, Апелляционный суд города Киева.
2. Прошутто, Ирина Дмитриевна, Червонозаводский районный суд города Харькова. Проект № 3581-26[52].
3. Рев, Сергей Викторович, Киевский районный суд города Одессы.
4. Репина, Лидия Александровна, Киевский апелляционный хозяйственный суд.
5. Сиромашенко, Наталья Владимировна, Шевченковский районный суд города Киева.
6. Степаненко, Виктор Викторович, Васильковский горрайонный суд Киевской области.
7. Татаурова, Ирина Николаевна, Деснянский районный суд города Киева.
8. Татьков, Виктор Иванович, Высший хозяйственный суд Украины.
9. Ходасевич, Олег Владимирович, Кировский районный суд города Днепропетровска.
10. Хоменко, Валентина Григорьевна, Генический районный суд Херсонской области.
11. Цибрий, Нелли Валентиновна, Чернобаевский районный суд Черкасской области.
12. Чала, Алла Петровна, Святошинский районный суд города Киева.
13. Чорнобук, Валерий Иванович, Апелляционный суд Днепропетровской области.
14. Швец, Валерий Анатольевич, Высший специализированный суд Украины.

30 сентября 2016 года Порошенко уволил ещё трёх судей.